# Naivní divadlo Liberec
Naivní divadlo Liberec je loutkové divadlo založené v roce 1949. Zaměřuje se především na dětské návštěvníky, ale připravuje inscenace i pro dospělé. Sídlí v budově Moskevská 32/18 v Liberci.

## Historie
Naivní divadlo v Liberci bylo založeno 3. listopadu 1949 jako jedna z pěti poboček Ústředního loutkového divadla v Praze. Vedoucím divadla se stal Jiří Filipi, který v té době působil jako šéf amatérského loutkového divadla, účinkujícího od roku 1948 při Severočeském konzumním družstvu v Liberci. Divadlo zahájilo činnost představením Pohádka o zlaté rybce Alexandra Sergejeviče Puškina a během roku připravilo další čtyři hry, což dovolilo pravidelná představení pro děti v Liberci i krajskou zájezdovou činnost.
V roce 1951 se soubor osamostatnil pod názvem „Krajská loutková scéna“. Tento název se objevoval v podtitulu divadla také v dalších letech. Od ledna téhož roku se stal  provozovatelem divadla Krajský národní výbor. Umělecky však divadlo záviselo na programu pražského Ústředního loutkového divadla nejen dramaturgicky, ale i v inscenačním stylu, který kladl důraz na literární složku a v té době iluzivní pojetí scény. Soubor záhy dosahoval dobrých výsledků. V roce 1955 vycestoval na zájezd do Číny a Mongolska. Z úspěšných představení konce padesátých let 20. století lze připomenout nastudování Tajemství zlatého klíčku Alexeje Nikolajeviče Tolstého v překladu Evy Borisovové. Jiří Filipi získal za režii tohoto představení v roce 1960 stříbrnou medaili na loutkářském festivalu v Bukurešti.
V roce 1961 byl změněn název souboru na „Severočeské loutkové divadlo“ a ředitelem se stal František Sokol, který přišel kolem roku 1960 s Oskarem Baťkem (dramaturg a režisér) z Teplic. Společně s výtvarníkem Janem Schmidem a hercem i muzikantem Karlem Novákem vytvořili nový program divadla pro nejmenší děti, který vycházel z hravosti a představivosti. Nové pojetí již bez iluzivního stylu bylo patrné v autorské tvorbě pro nejmenší děti Karla Nováka – inscenace Opičky, pozor! Piráti! (1962), O kůzlátkách (1965), O Palečkovi (1966), ale i v tvorbě Jana Schmida – Poklad baby Mračenice (1963) nebo Sněhurka a sedm trpaslíků (1966).
V roce 1963 založil Jan Schmid společně Karlem Novákem, Miroslavem Kořínkem a dalšími činoherci z Divadla F. X. Šaldy amatérský činoherní soubor – Studio Y. V roce 1968 divadlo získalo původní název a druhým souborem se stalo Studio Y. Soubor zde působil do roku 1978, kdy přesídlil do Prahy.

### Sídlo divadla
V počátcích svého působení loutkové divadlo sídlilo ve zrušeném kině v Revoluční ulici (Liberec). Počátkem šedesátých let 20. století se správa a technický provoz divadla  přestěhovala do nových prostor v Moskevské ulici (Liberec). Až po celkové rekonstrukci budovy v roce 1968 se i představení přemístila do Moskevské ulice.

### Historie názvu divadla
- 1949 – Ústřední loutkové divadlo – pobočka Liberec
- 1950 – Krajská loutková scéna
- 1961 – Severočeské loutkové divadlo
- 1968 – Naivní divadlo Liberec / Krajská loutková scéna (dvousouborové divadlo se Studiem Ypsilon)
- 1978 – Naivní divadlo Liberec[6]

### Sedmdesátá a osmdesátá léta 20.století
Od divadelní sezony 1966–1967 začal působit jako ředitel Oldřich Augusta (1924–1997), autor loutkových divadelních her. Svými hrami obohatil repertoár pro starší věkovou skupinu – Krakonošův les, Dračí kámen (1973), Blázen Pabo (1976), Krakonošská pohádka o Kubovi a Káče (1984) atd. Divadlo bylo několikrát oceněno na festivalu Skupova Plzeň.
Na pořady pro nejmenší navázal režisér a autor Pavel Polák společně s výtvarníkem Pavlem Kalfusem, kteří pro posílení kontaktu s dětskými diváky kombinovali hru herců a loutek. Ze známých režií Pavla Poláka lze připomenout například inscenace Branka zamčená na knoflík (1977), adaptace veršů Jana Vodňanského Šlo povidlo na vandr nebo Potkal klauna potkal kloun (1981) s hudbou Petra Zkoumala, hru Dlouhý, Široký a Bystrozraký (1983) nebo Posvícení v Hudlicích (1985).
Během sedmdesátých let 20. století se utvářela další repertoárová linie, pro dospělé diváky (například uvedením her Maurice Maeterlincka Slepci a Smrt Tintagilova – 1969). Také  uvedení Máchova Máje (1976) bylo snahou interpretovat poezii s využitím loutkového divadla. V této linii pokračovala svojí režijní tvorbou Markéta Schartová, která působila od roku 1971 v Liberci jako loutkoherečka. Záhy nastudovala Erbenovu Kytici (1973), komedii pro děti Marie Kownacké Švec Dratvička (1975) nebo původní hru pro dospělé od Ivy Peřinové Poslechněte, jak bývalo. Ve svých režiích uplatňovala znalost loutkohereckého řemesla s tvůrčími možnostmi souboru například v inscenaci O věrném milování Aucassina a Nicoletty (1981), Turandot ukrutnice (1982) nebo Markéta Lazarová (1983).
Vedení divadla převzal od 1. dubna 1986 dramaturg František Sokol. Všeobecná nespokojenost s aktuálním stavem společnosti zasáhla i českou divadelní kulturu. Do repertoáru divadla přibyl Krysař Viktora Dyka (1986) nebo inscenace Ze života hmyzu.
Hry spojovala osobitá poetika a role byly psány pro konkrétní interprety. Dokladem byla spolupráce režisérky Markéty Schartové a Ivy Peřinové na původní tvorbě pro děti – Deset černoušků (1986), Tři zlaté vlasy děda Vševěda (1990), Popelka (1994). Mezi úspěšné inscenace druhé poloviny osmdesátých let 20. století patřily také hry pro mladé publikum. Například inscenace Kavkazský křídový kruh Bertolta Brechta (režie Ivan Rajmont,1987) získalava hlavní cenu na Skupově Plzni 1988.

### Devadesátá léta 20.století
V roce 1991 se zřizovatelem divadla stalo město Liberec a Stanislav Doubrava (* 1952) začal působit jako ředitel divadla. Zrušil hraní v mateřských školách a zavedl inscenace pro nejmenší v divadle. Prosazoval svou vizi divadla a jeho oporou byla Iva Peřinová.
Režijní kontinuitu zpočátku udržovala tvorba Pavla Poláka, například nastudování lidové hry Posvícení v Hudlicích (1990) nebo autorské pohádky Ivy Peřinové Pohádka do dlaně (1991). Jako hostující režisér nastudoval Jan Schmid adaptaci Rabelaisova románu Obr Gargantua, jeho smích a život (1992). Spolupráci režiséra Tomáše Dvořáka, výtvarníka Ivana Nesvedy a skladatele Jiřího Koptíka s dramaturgyní Ivou Peřinovou reprezentovaly inscenace her Bezhlavý rytíř (1993),  Alibaba a čtyřicet loupežníků (1994), Alína aneb Petřín v jiném dílu světa (1996) vycházející z možností klasických loutek i komediálního dědictví českého loutkářství.
Druhou polovina 90. let 20. století charakterizovali hostující režiséři jako například Jaroslava Šiktancová (Válka s Mloky, 1995), Petr Nosálek (Charles Dickens: Čarovná rybí kostička, 1998), Michaela Homolová (Iva Peřinová: Líný Lars a žabka kouzelnice, 1998) a Michal Dočekal (Kytice, 1998).

## 21.století
Ředitelen divadla byl do konce roku 2020 Stanislav Doubrava. V roce 2002 režisér Michal Dočekal s výtvarníkem Petrem Matáskem uvedli Shakespearovu Bouři. Inscenace byla roku 2004 úspěšně prezentována na festivalu v rámci konference UNIMA v chorvatské Rijece.
V roce 2003 vystřídal Ivu Peřinovou syn Vítek Peřina, autor a dramaturg, který se stal jejím pokračovatelem. Oživil studiový prostor divadla například koláží textů Ivana Wernische. Jeho spolupráce s režisérkou Michaelou Homolovou obohatila tvorbu pro nejmenší, například Písmenková polívka (2005) nebo Hrnečku, vař! (2007). Jejich inscenace Budulínek (2012) získala řadu ocenění, mimo jiné se stala nejlepší českou loutkovou inscenací roku nebo nonverbální inscenace pro děti od dvou let O beránkovi, který spadl z nebe (2014). Ta byla mj. nominována na Cenu divadelní kritiky v kategorii „Inscenace roku“.
V roce 2005 byla Iva Peřinová nominována na výroční Cenu Alfréda Radoka za hru Krásný nadhasič aneb Požár Národního divadla (režie Tomáš Dvořák, výtvarník Ivan Nesveda). Loutková interpretace baletu P. I. Čajkovského – Labutí jezírko od stejné autorské dvojice získala také Cenu Alfréda Radoka za rok 2009 v kategorii Hra roku (2. až3. místo).
Z dalších inscenací lze zmínit triptych komedií s historickou tematikou Petra Vodičky nastudovaných v letech 2004–2008. Inscenace Tristan a Isolda (2004) získala cenu festivalu České divadlo. Inscenace režiséra Martina Tichého Pohádka o Raškovi (2008) získala dvě ceny na dvacátém ročníku festivalu Mateřinka a cenu Erik za nejlepší českou loutkovou inscenaci v sezóně 2008–2009.
Cenu Erik za nejlepší českou loutkovou inscenaci roku (2016) a Cenou Divadelních novin získala studiová inscenace Čechy leží u moře (režie Michaela Homolová). V roce 2017 získal studiový experiment v režii Filipa Homoly Jsou místa oblíbená tmou... v rámci několika ocenění i Cenu divadelní kritiky v kategorii Scénografie roku (výtvarník Kamil Bělohlávek). Zmíněné inscenace a řada dalších se účastnily řady českých i zahraničních divadelních festivalů. Divadlo bylo zváno a hraje ve většině evropských zemí. Představilo se také v Číně, Hongkongu, na Tchaj-wanu, v Japonsku, ve Spojených státech amerických, Kanadě, Mexiku, Indii, Izraeli, Pákistánu nebo Koreji.
Od roku 2021 je novou ředitelkou Kateřina Pavlů a uměleckou šéfkou Michaela Homolová.

## Inscenace (výběr)
- 1970–1979 Tygříček nebo Pravdykvítek
- 1980–1989 Červená Karkulka nebo Jantarová hora
- 1990–1999 Tři zlaté vlasy děda Vševěda nebo Vstupte!
- 2000–2009 Historky nebo Jabloňová panna
- 2010–2019 Prodaný smích nebo Adam a Eva
- 2020–2024 Horror vacui nebo Červený balónek